# Cixius laboriosa
Cixius laboriosa är en insektsart som beskrevs av Tsaur 1991. Cixius laboriosa ingår i släktet Cixius, och familjen kilstritar. Inga underarter finns listade.